# 第9回全米映画俳優組合賞
9th SAG Awards

2003年3月9日
キャスト賞 - 映画: 

シカゴ
キャスト賞 - ドラマシリーズ: 

シックス・フィート・アンダー
キャスト賞 - コメディシリーズ: 

HEY!レイモンド
第9回全米映画俳優組合賞は、2003年3月9日に発表された。

## 候補者及び受賞者一覧

### 映画

#### 主演男優賞
- ダニエル・デイ＝ルイス - 『ギャング・オブ・ニューヨーク』 - ビル・"ザ・ブッチャー"・カッティング役
  - エイドリアン・ブロディ - 『戦場のピアニスト』 - ウワディスワフ・シュピルマン役
  - ニコラス・ケイジ - 『アダプテーション』 - チャーリー・カウフマン / ドナルド・カウフマン役
  - リチャード・ギア - 『シカゴ』 - ビリー・フリン役
  - ジャック・ニコルソン - 『アバウト・シュミット』 - ウォーレン・シュミット役

#### 主演女優賞
- レネー・ゼルウィガー - 『シカゴ』 - ロキシー・ハート役
  - サルマ・ハエック - 『フリーダ』 - フリーダ・カーロ役
  - ニコール・キッドマン - 『めぐりあう時間たち』 - ヴァージニア・ウルフ役
  - ダイアン・レイン - 『運命の女』 - コニー・サムナー役
  - ジュリアン・ムーア - 『エデンより彼方に』 - キャシー・ウィテカー役

#### 助演男優賞
- クリストファー・ウォーケン - 『キャッチ・ミー・イフ・ユー・キャン』 - フランク・アバグネイル・シニア役
  - クリス・クーパー - 『アダプテーション』 - ジョン・ラロシュ役
  - エド・ハリス - 『めぐりあう時間たち』 - リチャード・"リッチー"・ブラウン役
  - アルフレッド・モリーナ - 『フリーダ』 - ディエゴ・リベラ役
  - デニス・クエイド - 『エデンより彼方に』 - フランク・ウィテカー役

#### 助演女優賞
- キャサリン・ゼタ＝ジョーンズ - 『シカゴ』 - ヴェルマ・ケリー役
  - キャシー・ベイツ - 『アバウト・シュミット』 - ロバータ・ハーツェル役
  - ジュリアン・ムーア - 『めぐりあう時間たち』 - ローラ・ブラウン役
  - ミシェル・ファイファー - 『ホワイト・オランダー』 - イングリッド・マグヌセン役
  - クィーン・ラティファ - 『シカゴ』 - メイトロン・"ママ"・モートン役

#### キャスト
- 『シカゴ』
クリスティーン・バランスキー、テイ・ディグス、コルム・フィオール、リチャード・ギア、クィーン・ラティファ、ジョン・C・ライリー、レネー・ゼルウィガー、キャサリン・ゼタ＝ジョーンズ
  - 『アダプテーション』
  - 『めぐりあう時間たち』
  - 『ロード・オブ・ザ・リング/二つの塔』
  - 『マイ・ビッグ・ファット・ウェディング』

### テレビ

#### 男優賞（テレビ映画・ミニシリーズ）
- ウィリアム・H・メイシー - 『ドア・トゥ・ドア/バッグに愛とまごころを…』 - ビル・ポーター役
  - アルバート・フィニー - 『チャーチル/大英帝国の嵐』 - ウィンストン・チャーチル役
  - ブラッド・ギャレット - Gleason - ジャッキー・グリーソン役
  - ショーン・ヘイズ - Martin and Lewis - ジェリー・ルイス役
  - ジョン・タトゥーロ - 『マンデー・ナイト・センセーション』 - ハワード・コセル役

#### 女優賞（テレビ映画・ミニシリーズ）
- ストッカード・チャニング - 『ララミー・プロジェクト』 - ジュディ・シェパード役
  - キャシー・ベイツ - My Sister's Keeper - クリスティン・チャップマン役
  - ヘレン・ミレン - 『ドア・トゥ・ドア/バッグに愛とまごころを…』 - ミセス・ポーター役
  - ヴァネッサ・レッドグレイヴ - 『チャーチル/大英帝国の嵐』 - クレメンタイン・チャーチル役
  - ユマ・サーマン - 『ユマ・サーマンの運命の人を探して』 - デビィ・ミラー役

#### 男優賞（ドラマシリーズ）
- ジェームズ・ガンドルフィーニ - 『ザ・ソプラノズ 哀愁のマフィア』 - トニー・ソプラノ役
  - マイケル・チクリス - 『ザ・シールド ルール無用の警察バッジ』 - ヴィック・マッキー役
  - マーティン・シーン - 『ザ・ホワイトハウス』 - ジョサイア・"ジェド"・バートレット役
  - キーファー・サザーランド - 『24 -TWENTY FOUR-』 - ジャック・バウアー役
  - トリート・ウィリアムズ - 『エバーウッド 遥かなるコロラド』 - アンドリュー・"アンディ"・ブラウン役

#### 女優賞（ドラマシリーズ）
- イーディ・ファルコ - 『ザ・ソプラノズ 哀愁のマフィア』 - カーメラ・ソプラノ役
  - エイミー・ブレネマン - Judging Amy - アーミー・グレイ役
  - ロレイン・ブラッコ - 『ザ・ソプラノズ 哀愁のマフィア』 - ジェニファー・メルフィ役
  - アリソン・ジャニー - 『ザ・ホワイトハウス』 - CJ・クレッグ役
  - リリー・トムリン - 『ザ・ホワイトハウス』 - デボラ・フィダラー役

#### 男優賞（コメディシリーズ）
- ショーン・ヘイズ - 『ふたりは友達? ウィル&グレイス』 - ジャック・マクファーランド役
  - マット・ルブランク - 『フレンズ』 - ジョーイ・トリビアーニ役
  - バーニー・マック - The Bernie Mac Show - バーニー・マッカロー役
  - レイ・ロマーノ - 『HEY!レイモンド』 - レイ・バロン役
  - トニー・シャルーブ - 『名探偵モンク』 - エイドリアン・モンク役

#### 女優賞（コメディシリーズ）
- メーガン・ムラーリー - 『ふたりは友達? ウィル&グレイス』 - カレン・ウォーカー役
  - ジェニファー・アニストン - 『フレンズ』 - レイチェル・グリーン役
  - キム・キャトラル - 『セックス・アンド・ザ・シティ』 - サマンサ・ジョーンズ役
  - パトリシア・ヒートン - 『HEY!レイモンド』 - デブラ・バローネ役
  - ジェーン・カズマレック - 『マルコム in the Middle』 - ロイス・ウィルカーソン役

#### アンサンブル賞（ドラマシリーズ）
- 『シックス・フィート・アンダー』
ローレン・アンブローズ、フランセス・コンロイ、ベン・フォスター、レイチェル・グリフィス、マイケル・C・ホール、ピーター・クラウス、ピーター・マクディッシ、ジャスティナ・マシャド、フレディ・ロドリゲス、マシュー・セント・パトリック、リリ・テイラー、レイン・ウィルソン
  - 『24 -TWENTY FOUR-』
  - 『CSI:科学捜査班』
  - 『ザ・ソプラノズ 哀愁のマフィア』
  - 『ザ・ホワイトハウス』

#### アンサンブル賞（コメディシリーズ）
- 『HEY!レイモンド』
ピーター・ボイル、ブラッド・ギャレット、パトリシア・ヒートン、ドリス・ロバーツ、レイ・ロマーノ、マディリン・スウィーテン
  - 『そりゃないぜ!? フレイジャー』
  - 『フレンズ』
  - 『セックス・アンド・ザ・シティ』
  - 『ふたりは友達? ウィル&グレイス』

### 生涯功労賞
- クリント・イーストウッド